# Puntius chelynoides
Puntius chelynoides е вид лъчеперка от семейство Шаранови (Cyprinidae). Видът е световно застрашен, със статут Уязвим.

## Разпространение
Разпространен е в Индия (Утар Прадеш) и Непал.